# Teucrium marum subsp. marum
Teucrium marum subsp. marum, una subespecie de  Teucrium marumes una planta herbácea de la familia Lamiaceae originaria de la región del Mediterráneo meridional donde se encuentra en zonas secas, expuestas y pedregosas.

## Descripción
Es una mata que adquiere diferentes morfologías. Tiene forma de cojinete un poco espinoso en las zonas litorales o ventosas, y adquiere aspecto de pequeño arbusto en zonas más resguardadas como zonas forestales, por ejemplo. Las hojas son pequeñas, triangulares, de color verde grisáceo por el haz y casi blancas por el envés. Florece a finales de primavera y desarrolla unas inflorescencias alargadas cubiertas de flores de color purpurina con los cálices muy peludos. En Mallorca vive otra subespecie (subsp. occidentale) más espinescente y compacta, de flores menos numerosas y más pequeñas. Durante muchos años esta especie ha sido denominada como Teucrium subspinosum.

## Taxonomía
Teucrium marum subsp. marum fue descrita
Sinonimia
- Chamaedrys quadratula (Schreb.) Raf.
- Teucrium maritimum Lam.
- Teucrium marum subsp. occidentale Mus, Rosselló & Mayol
- Teucrium myrtifolium Desf.
- Teucrium odorum Salisb.
- Teucrium quadratulum Schreb.
- Teucrium schoenenbergeri Nabli[3][4]